# Амплитудска модулација
Амплитудска модулација (амплитудна модулација) је врста модулације при којој се амплитуда сигнала носеће фреквенције мијења пропорционално сигналу корисне информације. Централна носећа фреквенција се држи константном. Уз фреквентну и фазну модулацију, представља једну од три основне врсте модулације.
Ако је сигнал информације аналогни сигнал (глас, музика), амплитуда сигнала носеће фреквенције ће се мијењати континуално у одређеном амплитудном опсегу. Ако је сигнал информације дигитални сигнал, амплитуда сигнала носеће фреквенције може имати двије или више дискретних вриједности. У најједноставнијем облику амплитудске импулсне модулације АИМ (енгл. ASK, Amplitude Shift Keying) амплитуда може да се одржава на једној вриједности за дигиталну нулу, а на другој за јединицу.

## Могући облици модулације
Размотримо математички израз за синусоидални талас:
 = Vp sin (2πft+θ) или
 = Vp sin (ωt+θ)
гдје је
- = тренутна вриједност синусоидалног напона
- = вршна вриједност синусоидалног напона
- = фреквенција (Hz)
- ω = 2π = угаона брзина
- = вријеме (s)
- ω = 2π = угао у радијанима
- θ = фазни угао

Из овога можемо видјети да постоје три начина модулације, зависно од тога на који начин се мијења носилац. То су амплитудска, фреквентна и фазна модулација.

## Носилац и бочни опсези
Обична амплитудска модулација, уз синусоидални корисни сигнал једне фреквенције, уз носећу фреквенцију производи и горњу и доњу бочну фреквенцију. За посебне примјене потискује се: носилац, доњи или горњи бочни опсег фреквенција. Тако се при једнобочној амплитудској модулацији (енгл. Single Side Band, SSB) преноси само један бочни опсег. У радио-пријемнику за једнобочну модулацију се поново успоставља носећа фреквенција уз помоћ посебног осцилатора.

## Особине АМ
Амплитудска модулација спада у такозване линеарне поступке. То значи да на излазу нема генерисања нових спектралних компоненти у односу на улаз (оно што нијесмо имали на улазу нећемо имати ни на излазу). Амплитудска модулација се састоји у транслацији оригиналног модулишућег сигнала на учестаност (фреквенцију) носиоца. У реалним ситуацијама учестаност носиоца је много пута већа од учестаности модулишућег сигнала. Информација која се преноси сада је садржана у анвелопи (овојници) амплитудски модулисаног сигнала. Најважнији параметар ове врсте модулације јесте максимална вриједност односно амплитуда модулисаног сигнала.
Претпоставимо било какав облик модулишућег сигнала (док је таласни облик носиоца углавном синусоида или косинусоида), тада ће његов спектар после модулације изгледати као на слици.
Уопштено говорећи амплитудно модулисани сигнал се добија продуктном модулацијом (производом) носиоца и модулишућег сигнала у такозваним продуктним модулаторима.
Тада добијамо амплитудно модулирани сигнал са два бочна опсега и са фреквенцијом носиоца:
{\displaystyle y(t)=A\cdot \sin(\omega _{c}t)+{\begin{matrix}{\frac {AM}{2}}\end{matrix}}\left[\sin((\omega _{c}+\omega _{m})t+\phi )+\sin((\omega _{c}-\omega _{m})t-\phi )\right].\,}
гдје је
{\displaystyle A} амплитуда сигнала носеће фреквенције,
{\displaystyle \omega } кружна фреквенција,
{\displaystyle A\cdot \sin(\omega _{c}t)} сигнал носеће фреквенције као функција времена,
{\displaystyle {\frac {AM}{2}}\sin((\omega _{c}+\omega _{m})t+\phi )} сигнал горњег бочног опсега као функција времена и
{\displaystyle {\frac {AM}{2}}\sin((\omega _{c}-\omega _{m})t-\phi )} сигнал доњег бочног опсега као функција времена.

## Модулациони индекс
Назива се још и индекс модулације, дубина модулације, и коефицијент модулације.
Коефицијент модулације m показује за који се дио од своје средње вриједности мијења амплитуда високофреквентних осцилација у току модулације.
За АМ он износи:
{\displaystyle m={\frac {\Delta Im}{ImN}}}
гдје је {\displaystyle \Delta Im} највећа промјена амплитуде укупне струје када нема модулације а {\displaystyle ImN} амплитуда струје носеће фреквенције када нема модулишућег сигнала.
За разне вриједности индекса модулације m имамо и различите таласне облике.
Уколико је индекс амплитудске модулације m једнак нули, тада кажемо да није извршена модулација и имамо само носилац (носећу фреквенцију). Исто тако ако је индекс амплитудске модулације >1 кажемо да је сигнал премодулисан и за њега се не може извршити процес демодулације (не можемо више добити оригинални модулишући сигнал). Што се тиче електронских кола за реализацију амплитудске модулације, њих има више и могу се на различите начине реализовати.

## Примјер добијања АМ сигнала
Примјер шеме добијања амплитудско модулираног сигнала је дат на слици.
Функцијски генератор  представља носиоца синусоидалног таласног облика фреквенције 200 kHz и амплитуде 10 V, док први функцијски генератор  представља модулишући сигнал за који је узет једноставни синусоидални тест тон фреквенције 1 kHz и амплитуде 10 V. Напон напајања Vcc износи 30 V. НПН биполарни транзистор Т1 појачава ова 2 сигнала. Једносмјерна компонента је уклоњена уз помоћ кондензатора C2 (који представља прекид за једносмјерни сигнал). Амплитудско модулисани сигнал се добја на отпорнику R3.

## Примјена
Комерцијалне радио-станице у опсегу дугих таласа, средњих таласа и кратких таласа користе амплитудску модулацију. Користи се и за пренос сигнала слике у бежичном телевизијском систему, и за многе друге жичне и бежичне комуникационе системе.
Предност амплитудске модулације над фреквентном у радио комуникацији је потребан ужи фреквентни опсег, а мана слабија отпорност на сметње.